# 琴似川
琴似川（ことにかわ）は、北海道札幌市を流れる二級河川で、新川水系の支流である。琴似発寒川と合流して新川になる。

## 流路
北海道札幌市中央区宮の森の南にある盤渓峠の北東の谷付近に源を発し、円山と大倉山の間の谷を北東に流れる。西区二十四軒1条の二十四軒駅横で地下に入り、西区と中央区の境界にある環状通の地下を流れ、札幌競馬場北側の下手稲通との交差点にある「さつきはし」でふたたび姿を表す。中央区、西区、北区の三区の境界が交わる点で、流路を北西に変え、北区と西区の境界を流れる。ここから流路は直線となり、新川通が川の両側を走る。西陵公園の近くで琴似発寒川と合流し、新川となる。

## 名称の由来
もともと現在の琴似川は「ケネウㇱペッ（kene-us-pet）」（ハンノキ・群生する・川）と呼ばれていたが、明治期以降に当地が「琴似」と命名されたことで、地名が移動し現在の名称となった。

## 歴史
扇状地の泉を水源とするサクシュコトニ川などの小川や、ケネウㇱペッが合流することによって形成された琴似川は、かつては途中で流路を西方に向けることなく、北東に流れて豊平川の名残にあたる伏籠川に注いでいた。明治3年に大友掘(後の創成川)の北6条付近から寺尾堀を開削して麻生付近の琴似川下流に導く工事が行われ、明治後期には寺尾堀との合流点から茨戸の伏籠川下流部まで開削した。これらを琴似新川と呼び、さらに新川が完成すると、琴似川の上流部分は石狩川水系から新川水系に変わった。残された琴似新川は、創成川の一部という扱いになり、地図上から名を消した。創成川以東の旧河道の一部は旧琴似川として残っている。

## 支流
- 界川 - 円山川
- サクシュコトニ川
- 桑園新川